# Springtime (band)
Springtime was een Oostenrijkse band uit de jaren 70.
Ze vertegenwoordigden Oostenrijk op het Eurovisiesongfestival 1978 met het lied Mrs. Caroline Robinson dat 15de werd.
De leden waren Norbert Niedermayer, Walter Markel, Gerhard Markel en Erwin Broswimmer. Niedermayer zong in 1972 ook al eens op het songfestival, toen in de groep Milestones.
1957: Bob Martin · 
1958: Liane Augustin · 
1959: Ferry Graf · 
1960: Harry Winter · 
1961: Jimmy Makulis · 
1962: Eleonore Schwarz · 
1963: Carmela Corren · 
1964: Udo Jürgens · 
1965: Udo Jürgens · 
1966: Udo Jürgens · 
1967: Peter Horton · 
1968: Karel Gott · 
1971: Marianne Mendt · 
1972: Milestones · 
1976: Waterloo & Robinson · 
1977: Schmetterlinge · 
1978: Springtime · 
1979: Christina Simon · 
1980: Blue Danube · 
1981: Marty Brem · 
1982: Mess · 
1983: Westend · 
1984: Anita · 
1985: Gary Lux · 
1986: Timna Brauer · 
1987: Gary Lux · 
1988: Wilfried · 
1989: Thomas Forstner · 
1990: Simone · 
1991: Thomas Forstner · 
1992: Tony Wegas · 
1993: Tony Wegas · 
1994: Petra Frey · 
1995: Stella Jones · 
1996: George Nussbaumer · 
1997: Bettina Soriat · 
1999: Bobbie Singer · 
2000: The Rounder Girls · 
2002: Manuel Ortega · 
2003: Alf Poier · 
2004: Tie Break · 
2005: Global Kryner · 
2007: Eric Papilaya · 
2011: Nadine Beiler · 
2012: Trackshittaz · 
2013: Natália Kelly · 
2014: Conchita Wurst · 
2015: The Makemakes · 
2016: Zoë · 
2017: Nathan Trent · 
2018: Cesár Sampson · 
2019: PÆNDA · 
2021: Vincent Bueno · 
2022: LUM!X feat. Pia Maria · 
2023: Teya & Salena · 
2024: Kaleen · 
2025: JJ